# Жаргалант (Архангай)
Жаргалант (монг. Жаргалант) — сомон аймака Архангай, Монголия.
Центр сомона — посёлок Баянцагаан. Он находится в 227 километрах от административного центра аймака — города Цэцэрлэг и в 567 километрах от столицы страны — Улан-Батора.

## География
В сомоне возвышаются горы Дулаанхан, Ёлын Ёвдон, Овоохойт, Цагаанханд, Баянзурх, Цагаан Асгати и другие. Самая высокая точка — 2489 метров (Дулаанхан), самая низкая — 1258 метров. Протекают реки Чулуут и её притоки. Водятся олени, лоси, волки, лисы, корсаки, зайцы.
Климат резко континентальный. Средняя температура января -20°C, июля +14°C, ежегодная норма осадков 300-340 мм.
Имеются запасы каменного угля, свинца, стройматериалов.